# Cacostola sulcipennis
Cacostola sulcipennis là một loài bọ cánh cứng trong họ Cerambycidae.